# Katharina Magdalena Brückner
Katharina Magdalena Brückner, född Kleefeld 1719, död 26 december 1804, var en tysk skådespelare. 
Hon debuterade i Dresden 1741, och var därefter engagerad vid Friederike Caroline Neubers teater. Bland hennes uppmärksammade roller fanns "Klytaimnestra" i Iphigenia i Berlin 1754. Hon lämnade Neubers sällskap 1771 och engagerades vid Berlins nationalteater, där hon sedan förblev till sin pension 1791. 